# Treasure (Bruno Mars)
Treasure is een nummer en single van de Amerikaanse zanger Bruno Mars. Het bevat melodielijnen in het refrein van Breakbot-track Baby I'm yours

## Tracklist
| Soort geluidsdrager | Uitgebracht | Tracks                                      | Duur |
| ------------------- | ----------- | ------------------------------------------- | ---- |
| Promo - cd-single   | 06-05-2013  | Treasure                                    | 2:58 |
| Promo - cd-single   | 06-05-2013  | Treasure (Album Version)                    | 2:58 |
| Cd-single           | 21-06-2013  | Treasure                                    |      |
| Cd-single           | 21-06-2013  | Locked out of heaven (Paul Oakenfold Remix) |      |

## Hitnoteringen
| Hitlijst               | Datum van binnenkomst | Hoogste positie | Aantal weken | Laatste notering |
| ---------------------- | --------------------- | --------------- | ------------ | ---------------- |
| Single Top 100         | 18-05-2013            | 15              | 28           | 04-01-2014       |
| Nederlandse Top 40     | 01-06-2013            | 11              | 15           | 06-09-2013       |
| Vlaamse Ultratop 50    | 22-06-2013            | 26              | 17           | 26-10-2013       |
| Vlaamse Radio 2 Top 30 | 01-06-2013            | 3               | 27           | 30-11-2013       |
| Waalse Ultratop 50     | 29-06-2013            | 10              | 22           | 04-01-2014       |
| Australische Top 50    | 19-05-2013            | 10              | 16           | 01-09-2013       |
| Deense Top 40          | 28-06-2013            | 14              | 14           | 27-09-2013       |
| Duitse Top 100         | 15-06-2013            | 17              | 13           | 07-09-2013       |
| Franse Top 200         | 22-12-2012            | 6               | 40           | *                |
| Nieuw-Zeelandse Top 40 | 27-05-2013            | 7               | 16           | 09-09-2013       |
| Oostenrijkse Top 75    | 14-06-2013            | 15              | 15           | 20-09-2013       |
| Spaanse Top 50         | 18-08-2013            | 26              | 20           | 12-01-2014       |
| UK Singles Chart       | 25-05-2013            | 12              | 25           | 09-11-2013       |
| Billboard Hot 100      | 01-06-2013            | 5               | 23           | 02-11-2013       |
| Zwitserse Top 75       | 16-06-2013            | 13              | 24           | 01-12-2013       |

### Nederlandse Top 40
| Hitnotering: 01-06-2013 t/m 06-09-2013 | Hitnotering: 01-06-2013 t/m 06-09-2013 | Hitnotering: 01-06-2013 t/m 06-09-2013 | Hitnotering: 01-06-2013 t/m 06-09-2013 | Hitnotering: 01-06-2013 t/m 06-09-2013 | Hitnotering: 01-06-2013 t/m 06-09-2013 | Hitnotering: 01-06-2013 t/m 06-09-2013 | Hitnotering: 01-06-2013 t/m 06-09-2013 | Hitnotering: 01-06-2013 t/m 06-09-2013 | Hitnotering: 01-06-2013 t/m 06-09-2013 | Hitnotering: 01-06-2013 t/m 06-09-2013 | Hitnotering: 01-06-2013 t/m 06-09-2013 | Hitnotering: 01-06-2013 t/m 06-09-2013 | Hitnotering: 01-06-2013 t/m 06-09-2013 | Hitnotering: 01-06-2013 t/m 06-09-2013 | Hitnotering: 01-06-2013 t/m 06-09-2013 | Hitnotering: 01-06-2013 t/m 06-09-2013 |
| Week:                                  | 1                                      | 2                                      | 3                                      | 4                                      | 5                                      | 6                                      | 7                                      | 8                                      | 9                                      | 10                                     | 11                                     | 12                                     | 13                                     | 14                                     | 15                                     |                                        |
| -------------------------------------- | -------------------------------------- | -------------------------------------- | -------------------------------------- | -------------------------------------- | -------------------------------------- | -------------------------------------- | -------------------------------------- | -------------------------------------- | -------------------------------------- | -------------------------------------- | -------------------------------------- | -------------------------------------- | -------------------------------------- | -------------------------------------- | -------------------------------------- | -------------------------------------- |
| Positie:                               | 26                                     | 21                                     | 21                                     | 16                                     | 16                                     | 12                                     | 13                                     | 11                                     | 16                                     | 18                                     | 17                                     | 20                                     | 23                                     | 35                                     | 39                                     | uit                                    |

### NederlandseSingle Top 100
| Hitnotering: 18-05-2013 t/m | Hitnotering: 18-05-2013 t/m | Hitnotering: 18-05-2013 t/m | Hitnotering: 18-05-2013 t/m | Hitnotering: 18-05-2013 t/m | Hitnotering: 18-05-2013 t/m | Hitnotering: 18-05-2013 t/m | Hitnotering: 18-05-2013 t/m | Hitnotering: 18-05-2013 t/m | Hitnotering: 18-05-2013 t/m | Hitnotering: 18-05-2013 t/m | Hitnotering: 18-05-2013 t/m | Hitnotering: 18-05-2013 t/m | Hitnotering: 18-05-2013 t/m | Hitnotering: 18-05-2013 t/m | Hitnotering: 18-05-2013 t/m | Hitnotering: 18-05-2013 t/m | Hitnotering: 18-05-2013 t/m | Hitnotering: 18-05-2013 t/m | Hitnotering: 18-05-2013 t/m | Hitnotering: 18-05-2013 t/m |
| Week:                       | 1                           | 2                           | 3                           | 4                           | 5                           | 6                           | 7                           | 8                           | 9                           | 10                          | 11                          | 12                          | 13                          | 14                          | 15                          | 16                          | 17                          | 18                          | 19                          | 20                          |
| --------------------------- | --------------------------- | --------------------------- | --------------------------- | --------------------------- | --------------------------- | --------------------------- | --------------------------- | --------------------------- | --------------------------- | --------------------------- | --------------------------- | --------------------------- | --------------------------- | --------------------------- | --------------------------- | --------------------------- | --------------------------- | --------------------------- | --------------------------- | --------------------------- |
| Positie:                    | 91                          | 34                          | 34                          | 32                          | 32                          | 32                          | 18                          | 15                          | 16                          | 18                          | 16                          | 20                          | 20                          | 25                          | 30                          | 36                          | 40                          | 46                          | 58                          | 62                          |
| Week:                       | 21                          | 22                          | 23                          | 24                          | 25                          | 26                          | 27                          | 28                          | 29                          | 30                          | 31                          | 32                          | 33                          | 34                          | 35                          | 36                          | 37                          | 38                          | 39                          | 40                          |
| Positie:                    | 69                          | 87                          | 67                          | 92                          | 91                          | 95                          | 67                          |                             |                             |                             |                             |                             |                             |                             |                             |                             |                             |                             |                             |                             |

### NPO Radio 2 Top 2000
| Nummer met noteringen in de NPO Radio 2 Top 2000 | '14  | '15  | '16  | '17  |
| ------------------------------------------------ | ---- | ---- | ---- | ---- |
| Treasure                                         | 1652 | 1745 | 1506 | 1867 |

1. ↑  Een vetgedrukt getal geeft de hoogste notering aan.
2. ↑  2014 was het eerste jaar met een notering voor dit nummer.
3. ↑  Deze tabel is bijgewerkt tot en met de laatste editie (2024).